# Stade Pasarón
Pour les articles homonymes, voir Pasarón.
Le stade municipal de Pasarón (en espagnol Estadio Municipal de Pasarón) est un stade de football situé à Pontevedra (Galice, Espagne). Le club du Pontevedra CF utilise le stade. Il peut accueillir 12 000 spectateurs.

## Histoire
Le stade de Pasarón est inauguré en 1965,. En 2006, la municipalité décide de le réformer progressivement. Les travaux sont achevés en 2010 et le stade est désormais conforme aux normes de l'UEFA.
Le 7 septembre 2012, l'Espagne y joue un match amical contre l'Arabie saoudite (victoire 5 à 0).

## Galerie

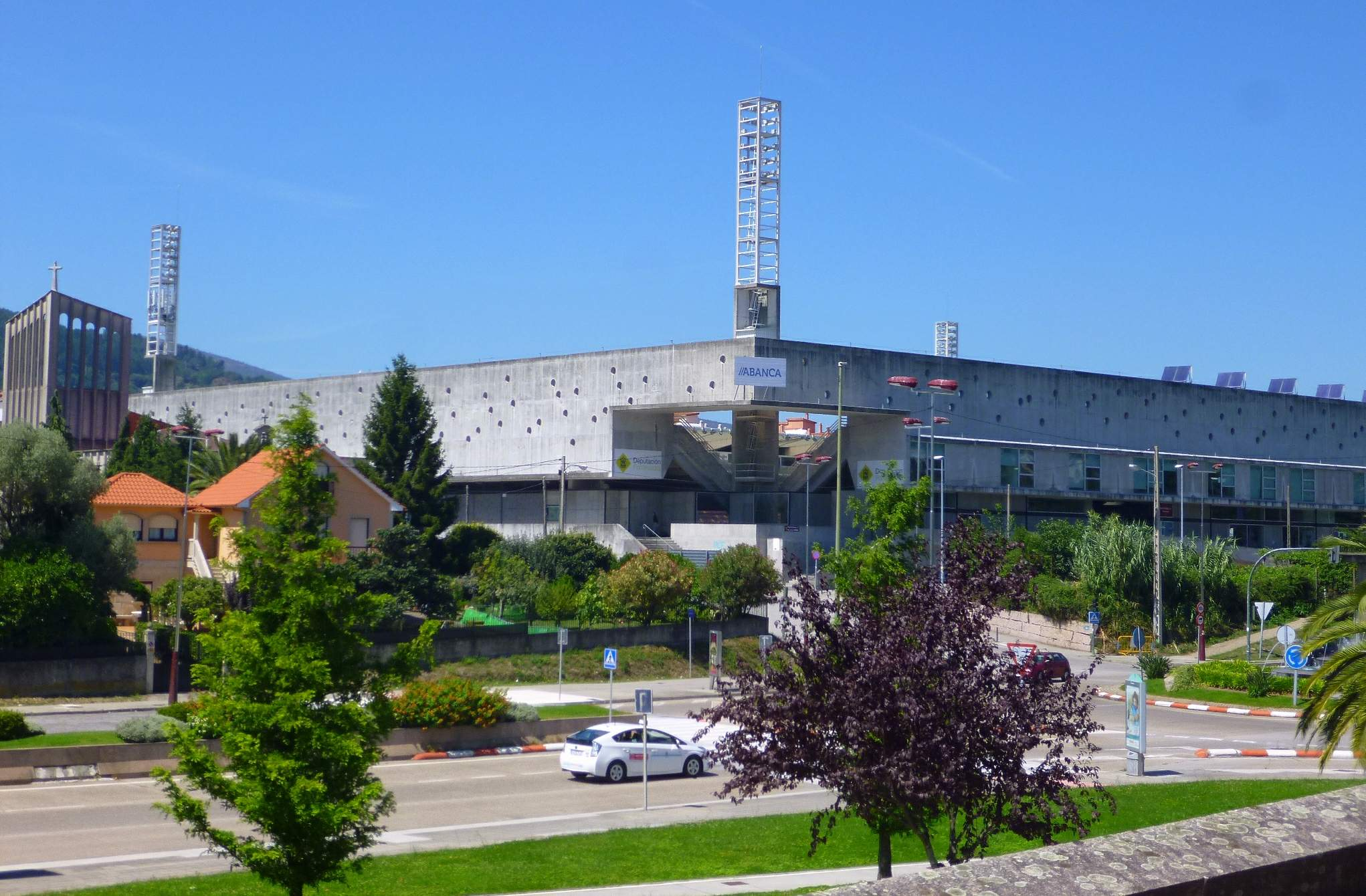
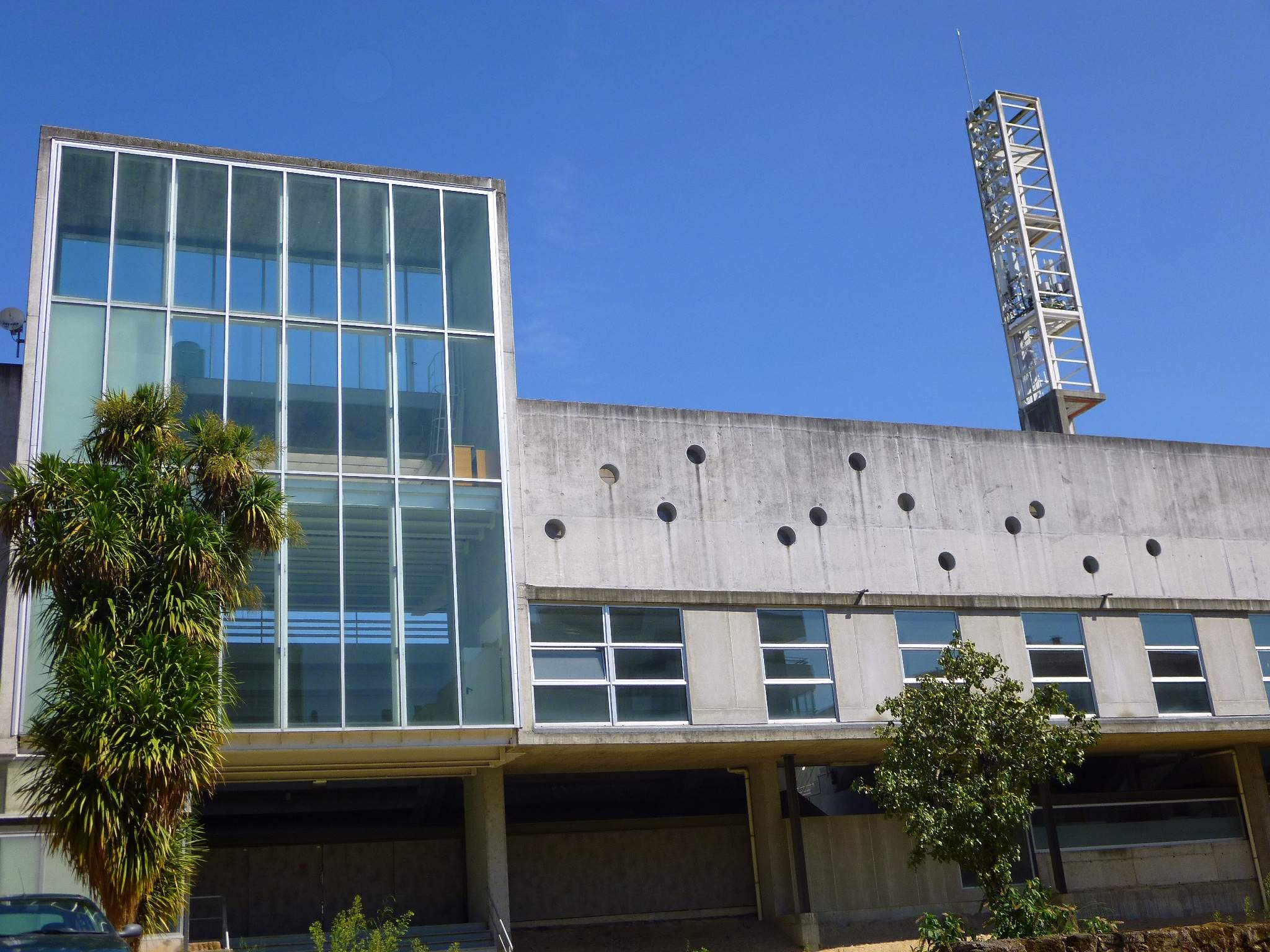
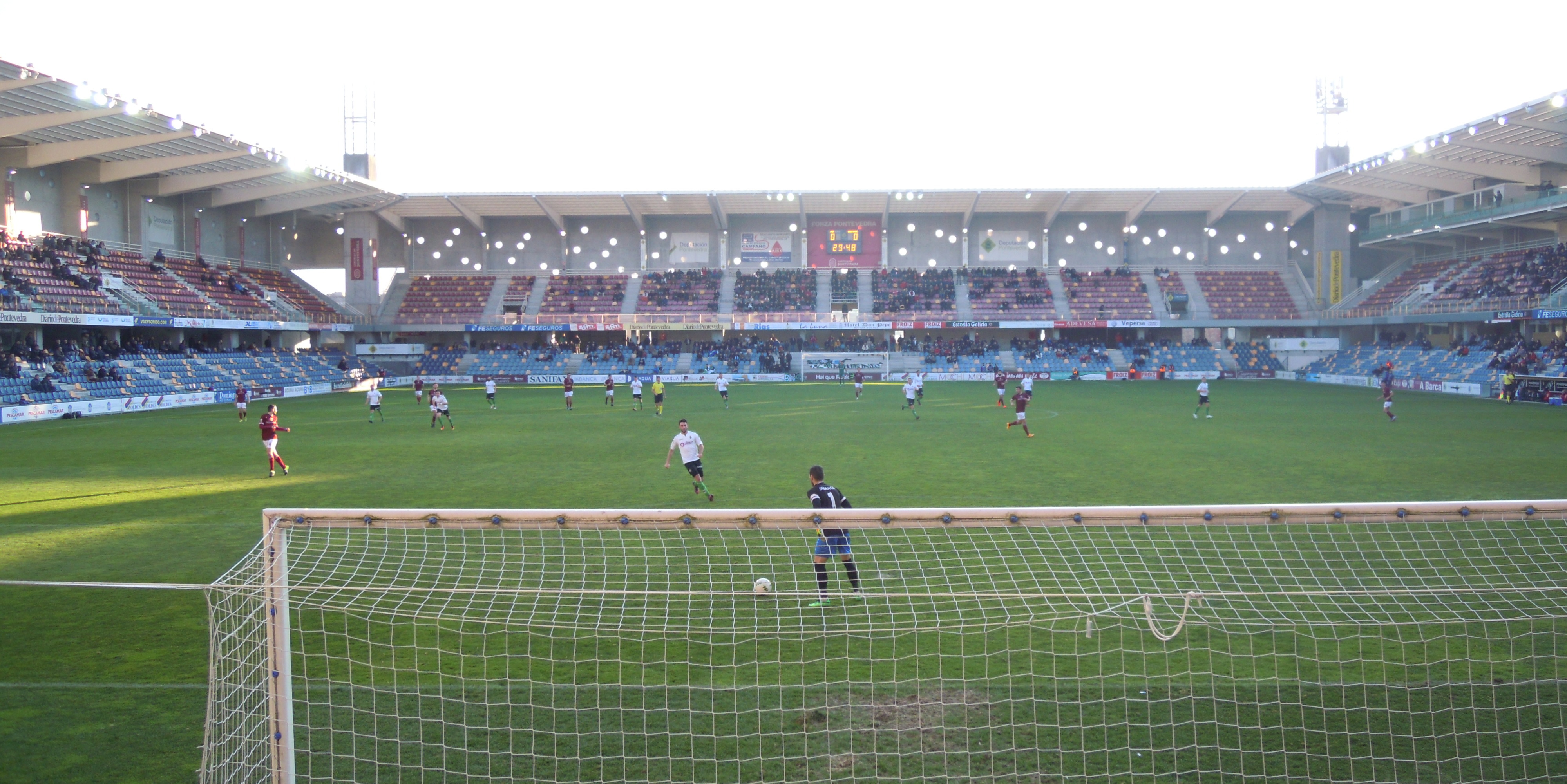
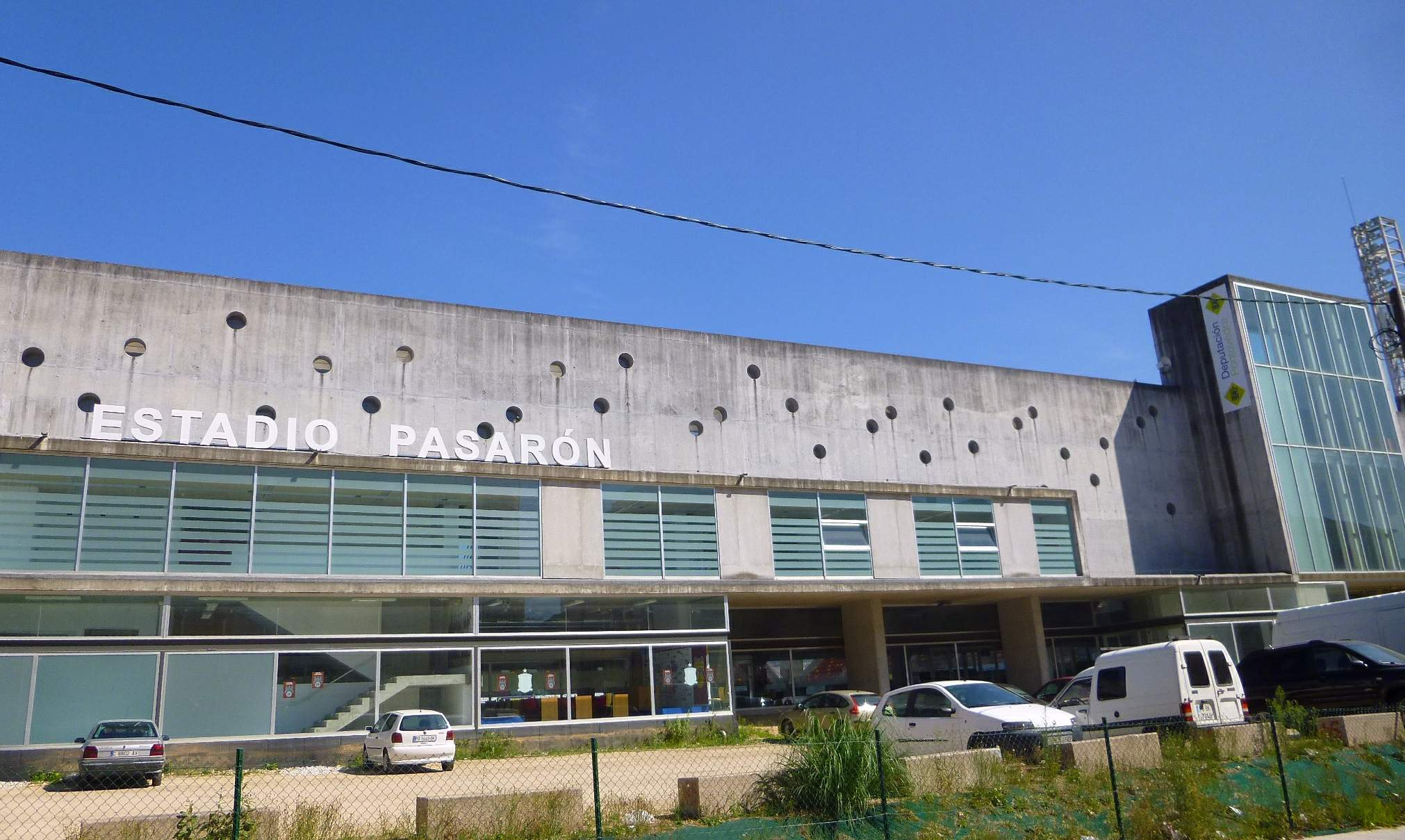
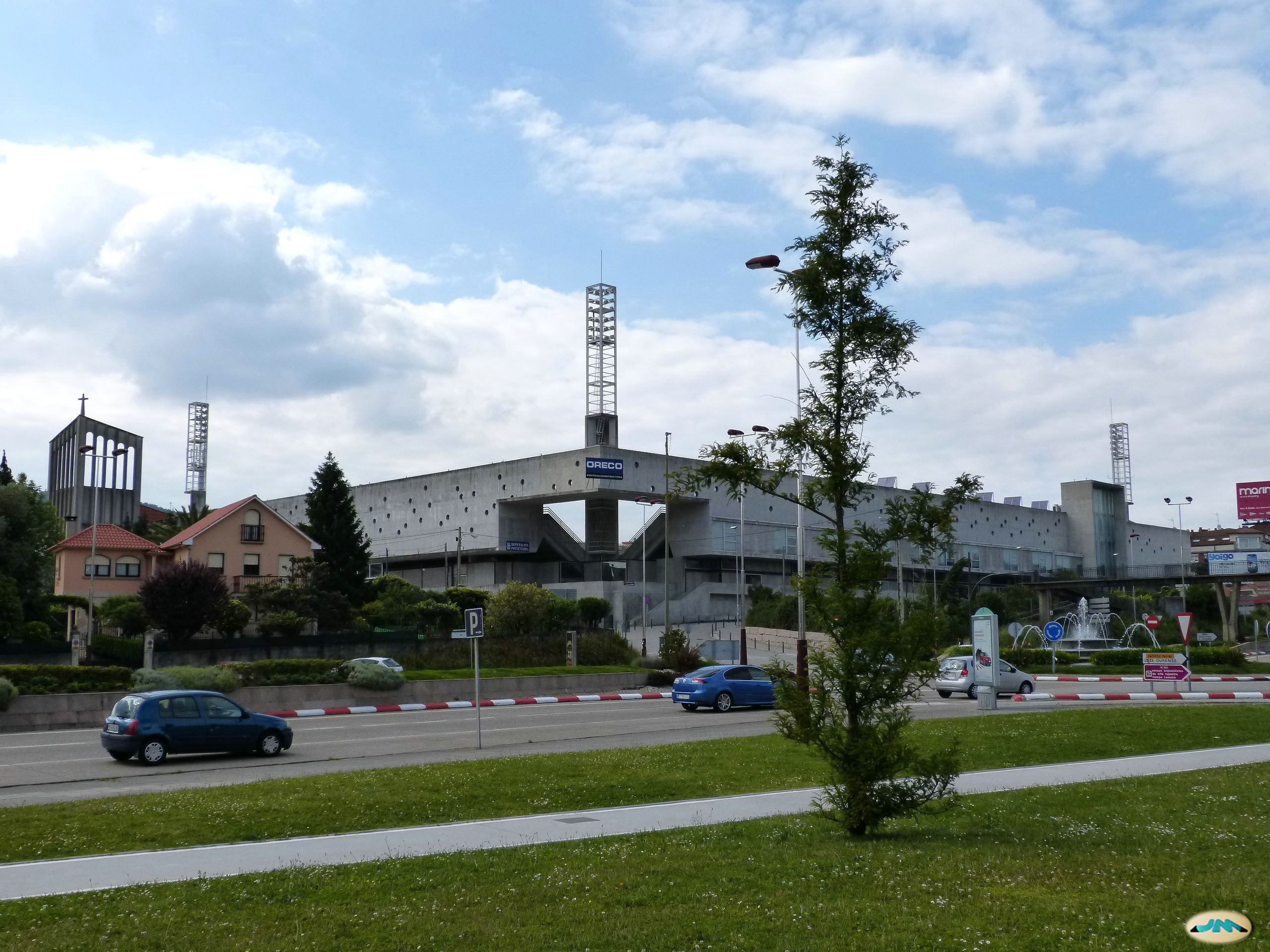
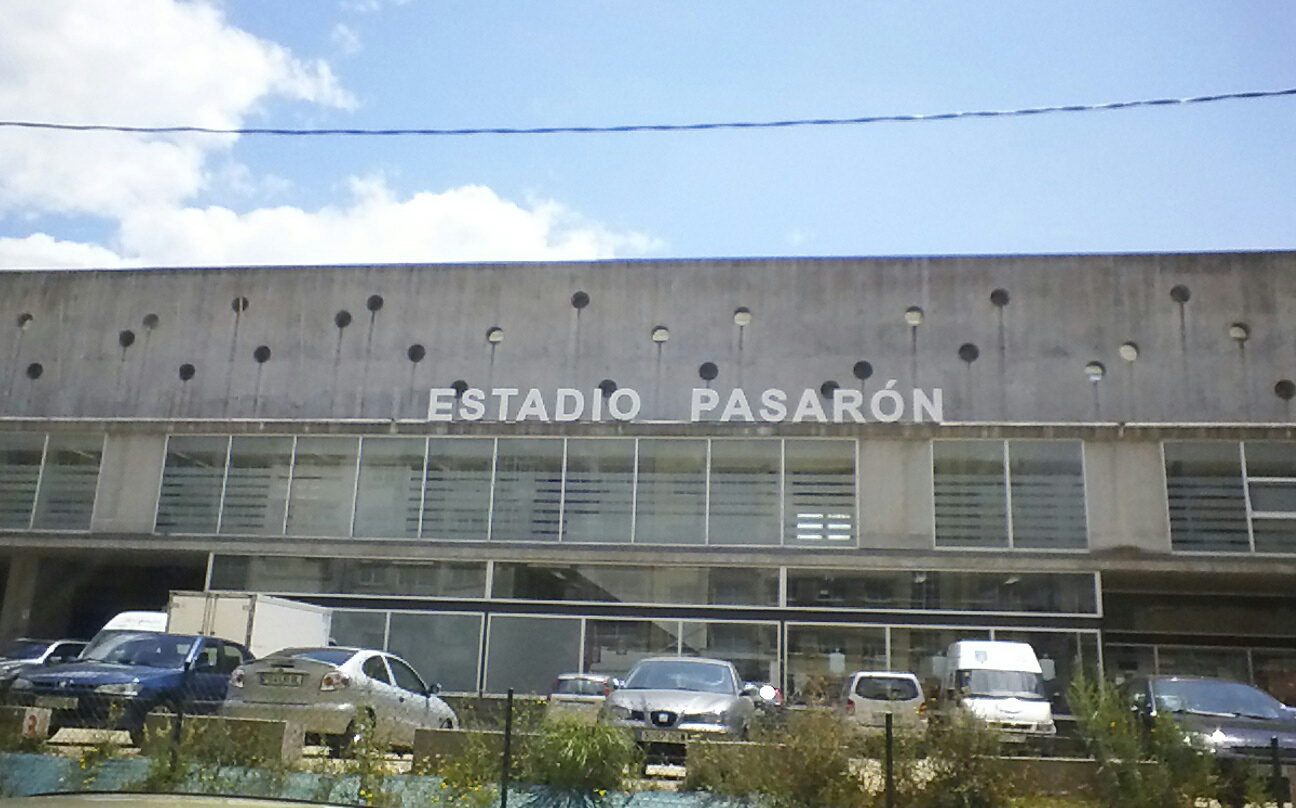
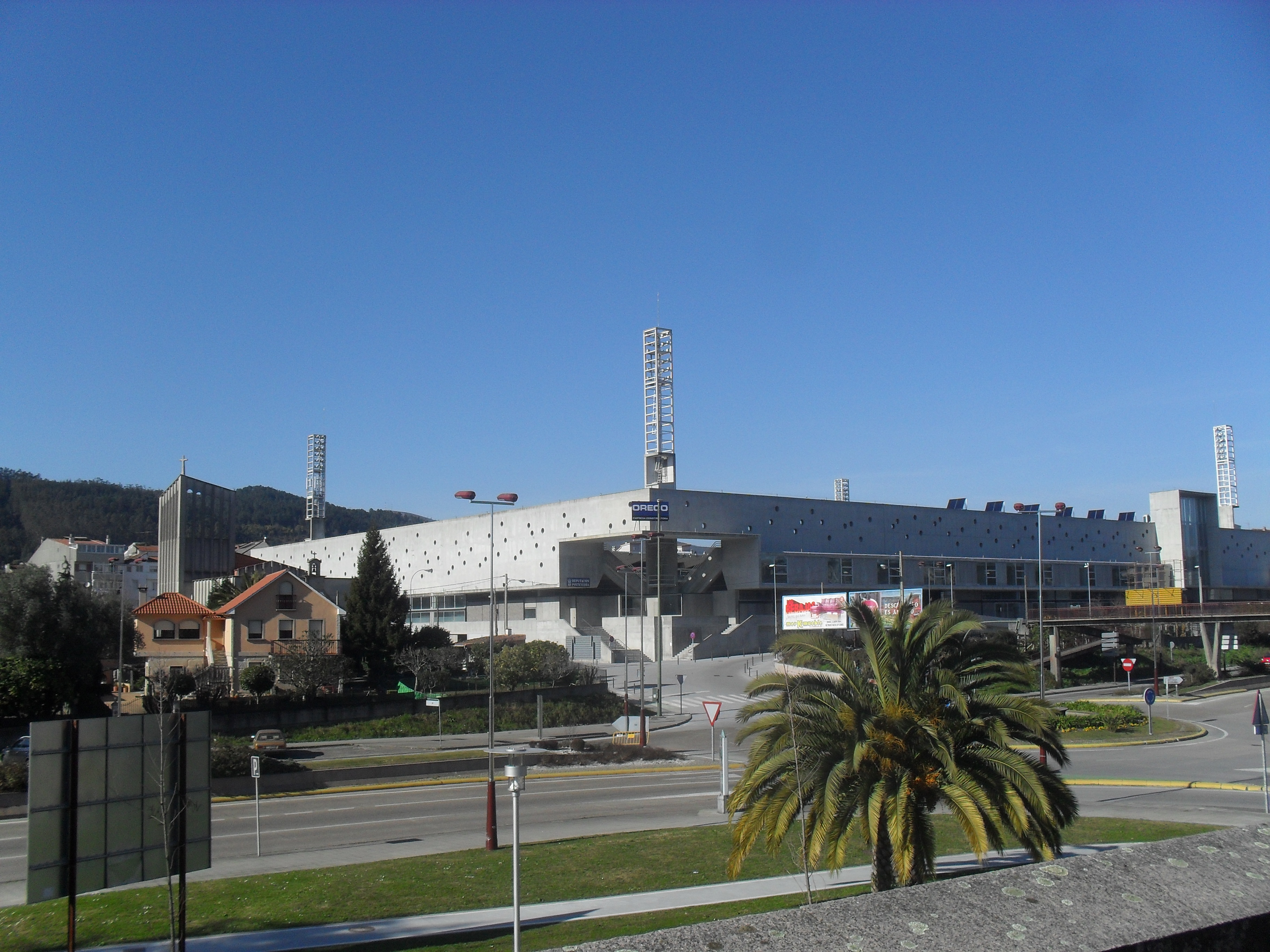
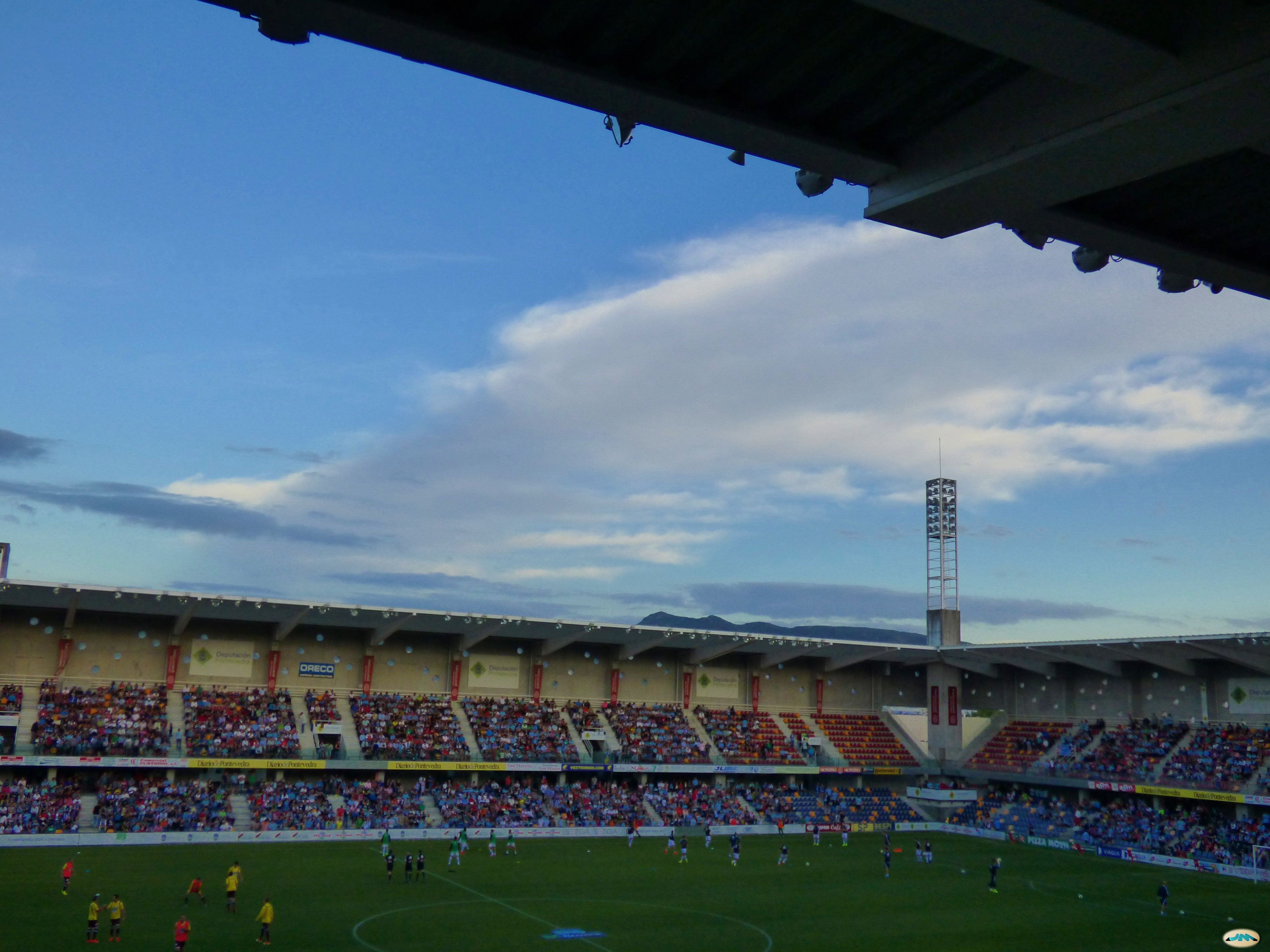
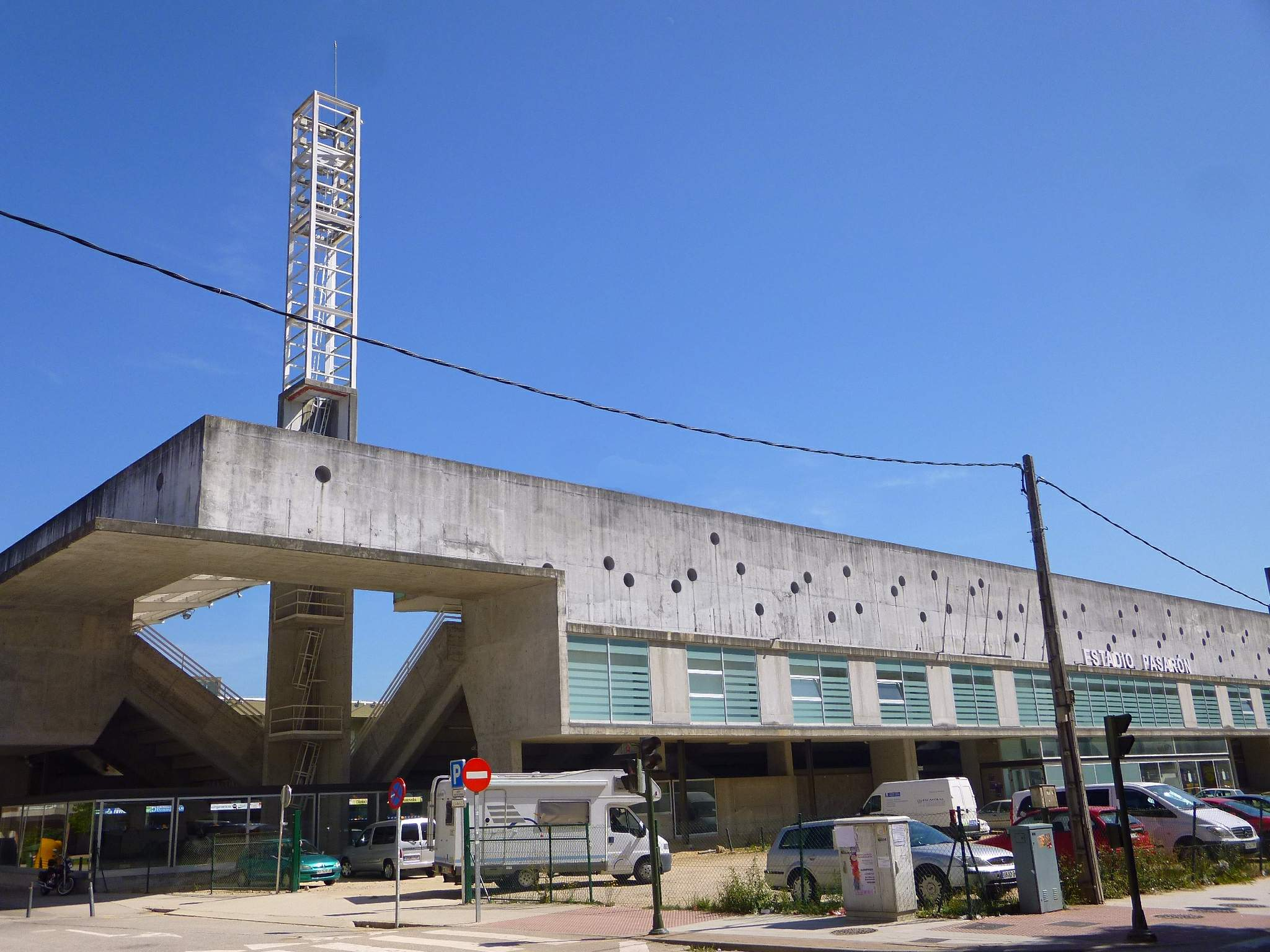